# Thurnerichola
Thurnerichola là một chi bướm đêm thuộc họ Noctuidae.